# Birgitta Bergquist
Birgitta Ulla Bergquist, född 25 maj 1935, död 22 november 1998 i Uppsala, var en av de första professorerna i klassisk fornkunskap och antikens historia vid Stockholms universitet. Hennes forskningsinriktning rörde främst antika grekiska helgedomar, kulter och kultbruk.

## Biografi
Birgitta Bergquist föddes 1935 och växte upp i Uppsala där fadern, Delmar Olof Zetterholm, var docent i nordiska språk och verksam vid dåvarande Uppsala landsmålsarkiv (nuvarande Institutet för språk och folkminnen). Modern, Rosa Margareta född Johansson, arbetade som redaktör. Det var också vid Uppsala universitet som Birgitta Bergquist kom att genomföra sina studier. Hon avlade filosofie licentiatexamen 1962 med högsta betyg. Under studietiden mötte hon läkarstudenten Eric Bergquist, som hon gifte sig med 1957. Båda hade norrländsk anknytning och Norrlands nation utgjorde ett sammanhang där båda brukade synas. Äktenskapet upplöstes genom skilsmässa 1986.
År 1967 disputerade Birgitta Bergquist på doktorsavhandlingen The archaic Greek temenos. A study of structure and function. Hon utsågs till docent och tilldelades docentstipendium. Avhandlingen betraktades som ett betydande verk och en av de sakkunniga vid tillsättningen av den professur som Birgitta Bergquist så småningom kom att erhålla i Stockholm 1975 menade att den måste ses som ”en mycket betydande prestation, som knappt fått den internationella uppskattning som den förtjänar”. Vägen mellan licentiatexamen och doktorsgrad fylldes av både amanuensgöromål och viss undervisning. Kort efter disputationen vikarierade Birgitta Bergquist även på professuren.
Birgitta Bergquist studerade såväl klassiska språk som klassisk fornkunskap under sin grundutbildning. Det ledde inte bara till en akademisk position vid de svenska universiteten i Uppsala respektive Stockholm utan även till ett engagemang och aktivt deltagande vid de Svenska instituten i Rom respektive Aten. Efter avhandlingen kom Birgitta Bergquist att publicera ytterligare ett par böcker av stor betydelse. År 1973 kom Herakles on Thasos: the archaeological, literary and epigraphic evidence for his sanctuary, status and cult reconsidered. Därefter följde A head of Sarapis [from the Gustavianum Collections in Uppsala 2], 1978.
Som så många andra kvinnor vilka dittills nått doktorsgraden var Birgitta Bergquist ensam i ett manligt sammanhang. Vid promotionen den 31 maj 1967 var hon enda kvinna av totalt 83 promovendi.
Under sina sista år var Birgitta Bergquist märkt av sjukdom. Hon dog i Uppsala 1998 och efterlämnade en son. Hon testamenterade delar av sin kvarlåtenskap till Institutionen för antikens kultur och samhällsliv vid Stockholms universitet och i hennes namn upprättades i enlighet med hennes sista vilja en stipendiefond vars syfte är att främja ”publicering i internationellt spridda skriftserier av antikvetenskapliga skrifter, författade av lärare och/eller tidigare studerande vid Institutionen för antikens kultur och samhällsliv vid Stockholms Universitet eller med anknytning till densamma”.
Birgitta Bergquist är gravsatt i minneslunden på Berthåga kyrkogård i Uppsala.

## Publikationer i urval
- Bergquist, Birgitta, The archaic Greek temenos: a study of structure and function, Diss. Uppsala : Univ.,Lund, 1967
- Bergquist, Birgitta, Herakles on Thasos: the archaeological, literary and epigraphic evidence for his sanctuary, status and cult reconsidered, Uppsala & Stockholm, 1973
- Bergquist, Birgitta., A head of Sarapis [from the Gustavianum Collections in Uppsala 2, 1978], BOREAS, Uppsala :, 1978